# Iglesia de Santa María (Suárbol)
La iglesia parroquial de Suárbol, situada en el pueblo de Suárbol, en el municipio de Valle de Ancares, (El Bierzo, provincia de León, Comunidad Autónoma de Castilla y León, España). Conforma una original solución arquitectónica, en la que los elementos estilísticos propios del barroco clasicista del siglo XVII se unen con otros de carácter tradicional. 

## Descripción
El pórtico, de enormes sillares, se abre al sur, con cinco arcos de medio punto, abiertos sobre el basamento; su interior se cubre con armadura de madera. 
Al norte se abren dos pequeños espacios cubiertos, sacristía y cementerio, perfectamente integrados en el conjunto. 
La fachada principal presenta un frente liso, de sillares bien labrados, en el que se abre el arco de medio punto bajo un pequeño vano rectangular; se corona con espadaña de dos cuerpos, adornada con las típicas esferas herrerianas. 
El interior presenta tres zonas perfectamente diferenciadas: Nave, crucero y presbiterio. La nave, sumamente sencilla, se cubre con alfarje, cuyos casetones van decorados con rosas de seis hojas. 
El crucero, señalado por dos potentes machones, con molduras clasicistas, se separa del presbiterio mediante arco fajón, adornado en su intradós por rosas circulares, semejantes a las de la armadura de la nave. 
El presbiterio, de planta cuadrangular, se conforma por cuatro arcos de medio punto, apoyados sobre impostas clasicistas, y se cubre con cúpula sobre pechinas.

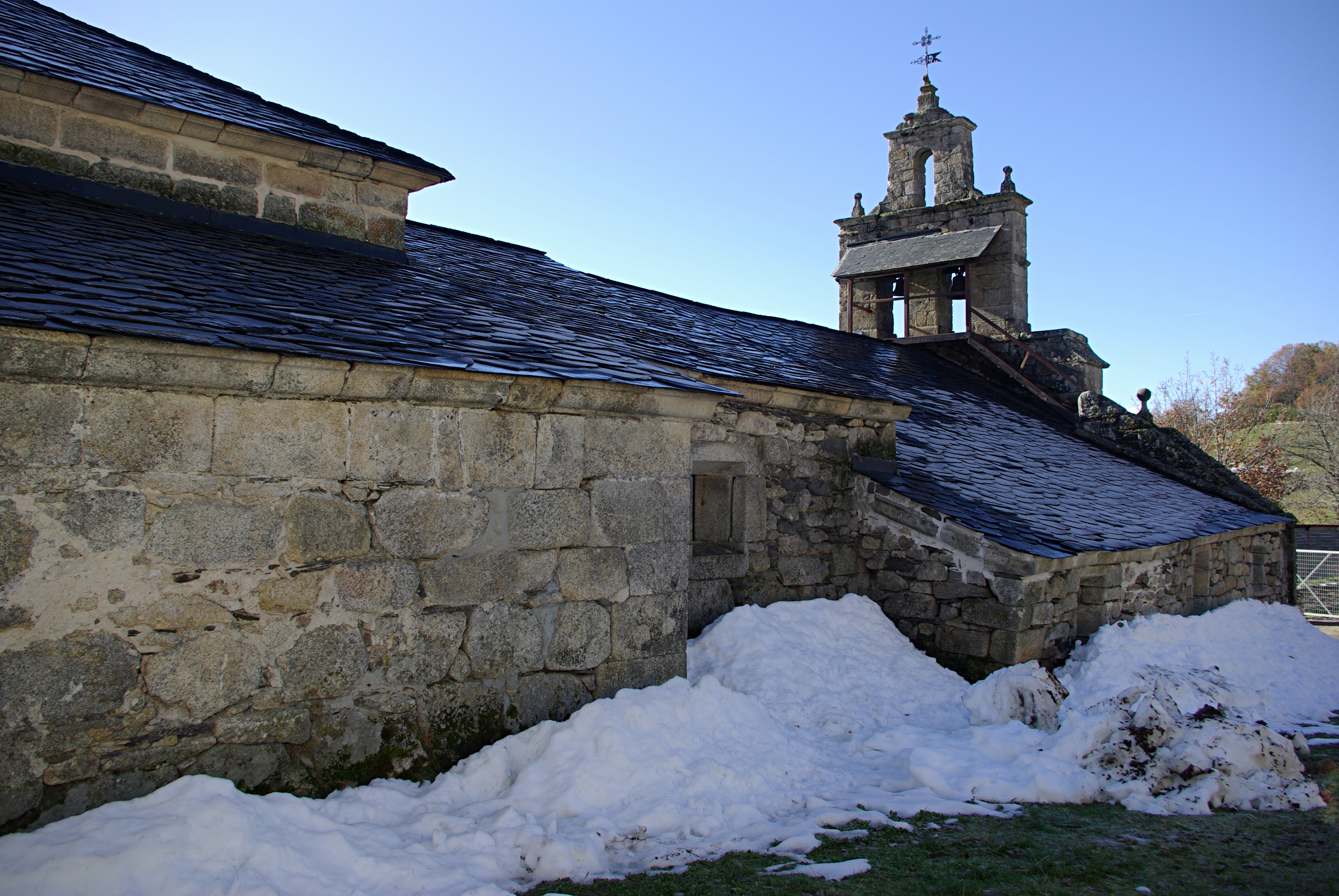
Lienzo Norte
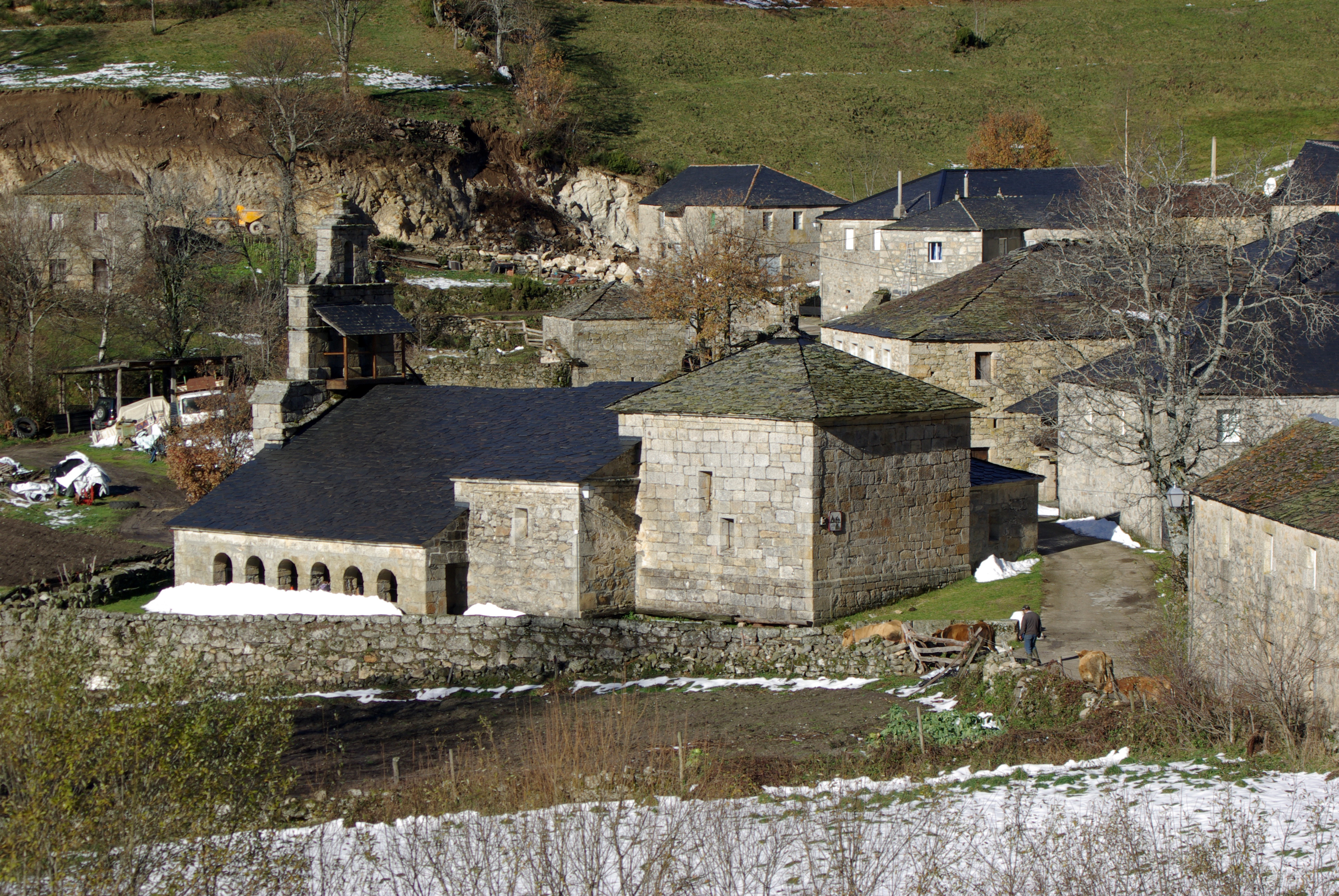
Iglesia incluida en el núcleo urbano